# Vranov nad Topľou
Vranov nad Topľou (vor 1927 sowie von 1944 bis 1969 Vranov; deutsch Frö(h)nel/Vronau an der Töpl, ungarisch Varannó) ist eine Stadt in der Ostslowakei.

## Geographie
Vranov liegt in der Nähe von Kaschau (Košice) und Prešov im nordwestlichen Ausläufer des Ostslowakischen Tieflands im oberen Teil des Semplin zwischen den Flüssen Töpl (Topľa) und Ondau (Ondava). Es gliedert sich in die eigentliche Stadt Vranov sowie den Ort Čemerné (1970 eingemeindet).

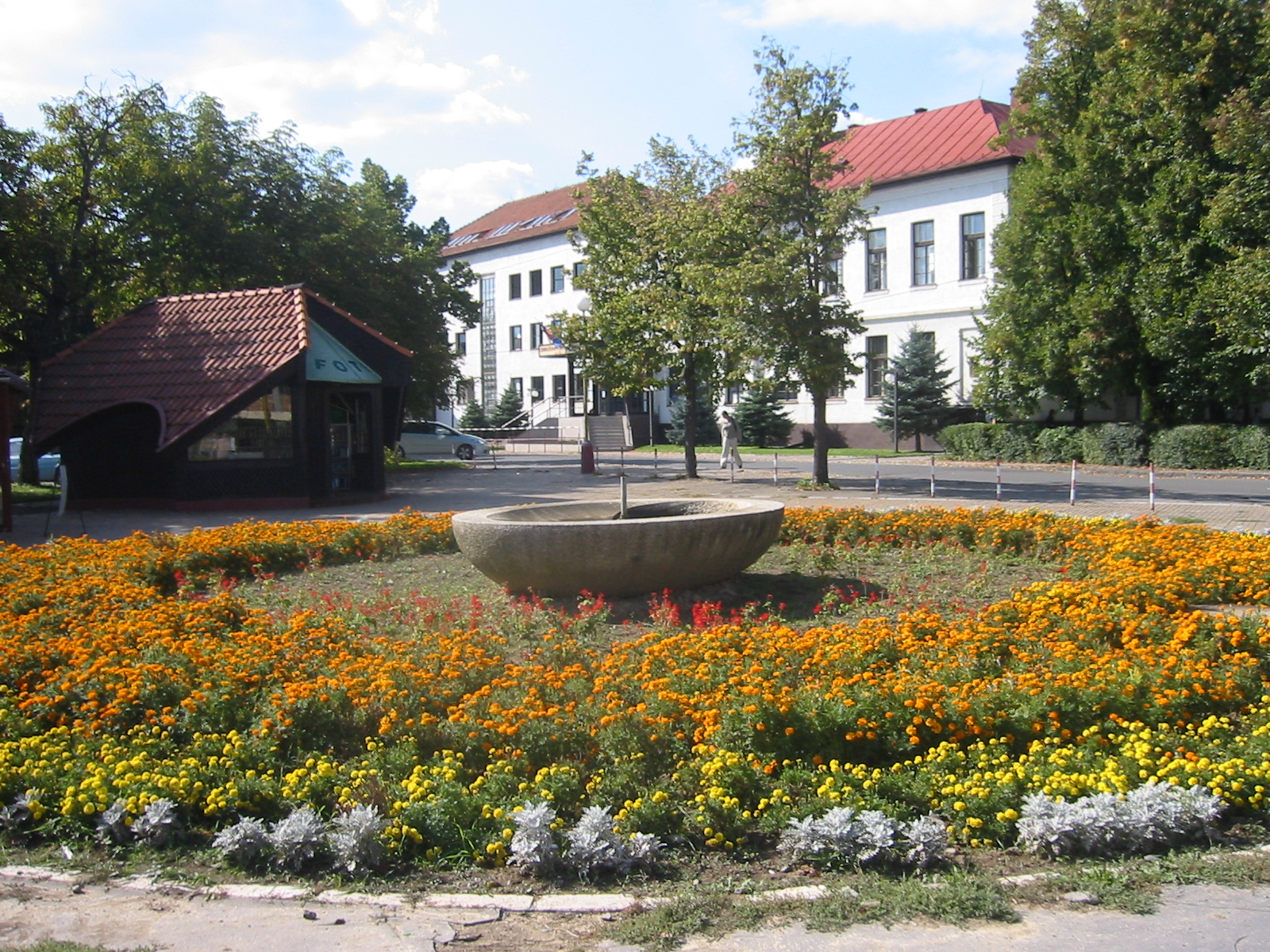
Blick in die Innenstadt

## Geschichte

### Mittelalter
Der Ort wurde 1270 erstmals in einer Stiftungsurkunde des ungarischen Königs Stephan V. erwähnt.
Die mittelalterliche Siedlung Vranov war ein Bestandteil der Burgherrschaft Čičva in Besitz des Adeligen Rainold. Begünstigt durch die Lage am Handelsweg nach Eperies wurde die Stadt zu einem Marktflecken, wo sich neben dem Handel auch das Handwerk entwickelte. In einer Urkunde des Königs Sigismund von 1410 wird der Ort als Stadt beschrieben. An der Spitze der städtische Selbstverwaltung standen ein Schultheiß und Geschworene. König Matthias erteilte der Stadt 1461 mehrere Privilegien: das Maut- und Lagerrecht sowie das Jahrmarktrecht. Die ersten Zünfte entstanden hier im 16. Jahrhundert. Die Schuhmacherzunft gehört zu den ältesten des Semplin. In dieser Zeit wurde in der Stadt ein humanistisches Gymnasium errichtet.

### Neuzeit
Der Bauernaufstand von 1831 wurde hier niedergeschlagen. In der zweiten Hälfte des 19. Jahrhunderts wurde Vranov zum Kreissitz mit 44 Gemeinden. Um die Jahrhundertwende kommt es hier zu einer großen Auswanderungswelle und die Stadt wird 1903 an das Eisenbahnnetz angeschlossen, elektrische Beleuchtung und Telefon (1906) eingeführt.

### Stadtwappen
Das Stadtwappen ist die Darstellung eines Löwen mit einem Säbel. Das ursprüngliche Stempelsiegel stellte die Figur des Heiligen Stephan dar. Das heraldische Wappen in heutiger Ausführung begann die Stadt seit 1622 zu verwenden.

## Bevölkerung
| Jahr                | 1994   | 2004    | 2014    | 2024     |
| ------------------- | ------ | ------- | ------- | -------- |
| Anzahl der Personen | 23.900 | 23.036  | 22.898  | 20.262   |
| Unterschied         |        | −3,61 % | −0,59 % | −11,51 % |

| Jahr                | 2023   | 2024    |
| ------------------- | ------ | ------- |
| Anzahl der Personen | 20.488 | 20.262  |
| Unterschied         |        | −1,10 % |

## Sehenswürdigkeiten
Die Stadt hat die spätgotische römisch-katholische Basilika Mariä Geburt (1441, umgebaut 1578 und 1718), ein barockes Pauliner-Kloster (1718), eine neugotische Evangelische Kirche (1930–1935), eine Reformierte Kirche (1910), eine Synagoge (1923) und ein klassizistisches Herrenhaus.

### Čemerné
Die griechisch-katholische Kirche Mariä Himmelfahrt wurde von 1905 bis 1910 im ungarischen sezessionistischen Baustil nach Entwürfen des Architekten E. Lechner erbaut.

## Wirtschaft
Vranov liegt in der Tourismusregion Horný Zemplín und ist Ausgangspunkt in mehrere touristische Orte der Umgebung, vor allem ins Erholungsgebiet Domaša und in die Slanecer Bergkette.

## Verkehr
Der Bahnhof liegt an der Bahnstrecke Strážske–Prešov sowie am Endpunkt der nicht mehr im Personenverkehr befahrenen Bahnstrecke Trebišov–Vranov nad Topľou. Durch den Ort verlaufen die Straßen I/18 und I/15.

## Söhne und Töchter der Stadt
- Leopold Landau (1841–1894), Opernsänger
- Paul Gordon (1895–1984), deutscher Verleger, Literaturagent und Filmproduzent
- Vojtěch Christov (* 1945), ehemaliger tschechoslowakischer Fußballschiedsrichter
- Ján Figeľ (* 1960), erster slowakischer EU-Kommissar
- Marcel Matanin (* 1973), slowakischer Langstreckenläufer
- Mária Zubková (* 1984), slowakische Fußballspielerin
- Martin Koscelník (* 1995), slowakischer Fußballspieler
- Diana Lemešová (* 2000), slowakische Fußballspielerin